# Bogumiła Matusiak
Bogumiła Matusiak (Pabianice, 24 januari 1971) is een Pools voormalig wielrenster die in totaal negentien keer nationaal kampioen werd, waarvan tienmaal in de wegwedstrijd en negenmaal bij de tijdrit.

## Carrière
Matusiak nam in haar carrière twintig keer deel aan het nationale kampioenschap tijdrijden en negentien keer reed ze de wegwedstrijd. Van haar 39 deelnames in totaal kwam ze 28 keer op het podium, waarvan negentien keer op de hoogste trede. Naast haar successen op de NK won ze in 1999 de tiende etappe in de Grand Boucle, die finishte in Rive-de-Gier. In de Tour de Feminin kwam ze bij haar eerste drie deelnames op een tweede plek in het eindklassement. Bij haar vierde deelname in 2002 won ze het eindklassement en later dat jaar ook het bergklassement in de Holland Ladies Tour. Tussen 1993 en 2005 verscheen ze twaalfmaal aan de start van de Wereldkampioenschappen wielrennen, die ze elfmaal uitreed. In 2004 nam ze deel aan de Olympische Zomerspelen naast haar landgenote Małgorzata Wysocka en werd ze 42e.

## Overwinningen
1993
 Pools kampioene op de weg
1994
 Pools kampioene tijdrijden
1995
 Pools kampioene tijdrijden
 Pools kampioene op de weg
1996
 Pools kampioene tijdrijden
1997
 Pools kampioene op de weg
1998
 Pools kampioene op de weg
1999
 Pools kampioene tijdrijden
 Pools kampioene op de weg
10e etappe Grand Boucle
2000
 Pools kampioene op de weg
2001
 Pools kampioene tijdrijden
 Pools kampioene op de weg
2002
 Pools kampioene tijdrijden
 Pools kampioene op de weg
Eindklassement Tour de Feminin
Bergklassement Holland Ladies Tour
2003
 Pools kampioene op de weg
2004
3e etappe Eko Tour (ITT)
 Pools kampioene op de weg
2005
Eindklassement Eko Tour
 Pools kampioene tijdrijden
2006
Eindklassement Eko Tour
2008
 Pools kampioene tijdrijden
2009
 Pools kampioene tijdrijden

### Resultaten in voornaamste wedstrijden
|      | \| Jaar \| \| WK op de weg \| \| ---- \| \| ------------ \| \| 1993 \| \| 75e \| \| 1994 \| \| 28e \| \| 1995 \| \| 56e \| \| 1996 \| \| 48e \| \| 1997 \| \| 54e \| \| 1998 \| \| 25e \| \| 1999 \| \| 40e \| \| 2000 \| \| \| \| 2001 \| \| 19e \| \| 2002 \| \| opgave \| \| 2003 \| \| 9e \| \| 2004 \| \| 36e \| \| 2005 \| \| 52e \| |              |
| Jaar | | WK op de weg |
| 1993 | | 75e          |
| 1994 | | 28e          |
| 1995 | | 56e          |
| 1996 | | 48e          |
| 1997 | | 54e          |
| 1998 | | 25e          |
| 1999 | | 40e          |
| 2000 | |              |
| 2001 | | 19e          |
| 2002 | | opgave       |
| 2003 | | 9e           |
| 2004 | | 36e          |
| 2005 | | 52e          |